# Skalice (hrad)
Skalice je zaniklý hrad na okraji stejnojmenné vesnice u Soběslavi v okrese Tábor. Stával na výrazné terénní hraně nad řekou Lužnicí poblíž kostela svatého Šimona a Judy. Na severozápadním okraji hradu byla později postavena usedlost čp. 132.
Skalický hrad se nachází na nejasné hranici mezi hrady a tvrzemi, ke kterým bývá obvykle řazen. Tomáš Durdík jej však vzhledem k rozsahu a historickým zmínkám klasifikoval jako hrad.

## Historie
Panské sídlo ve Skalici existovalo nejspíše již ve třináctém století, protože z let 1265 a 1266 je doložen predikát Vítka ze Skalice, který byl synem Vítka z Klokot, a patřil tedy k rodu Vítkovců. Další zmínka o vesnici pochází až z roku 1377, kdy patřila bratrům Vlčkovi a Valkounovi ze Sedlce. Po nich byli majiteli páni Želčští z Landštejna, z nichž je znám zejména Vilém ze Želče. Vilém prodal platy z jednoho lánu ve Skalici svému bratrovi Vítkovi, který byl farářem v Soběslavi. Posledním příslušníkem jejich rodu ve Skalici byl Jošt z Landštejna a ze Želče, který vesnici po roce 1491 prodal Petru Majnušovi z Březnice.
Na počátku šestnáctého století vesnice patřila Jiřímu Bradáčovi z Toušně, který část skalického zámku odkázal své manželce Markétě ze Rtína. V popisu z roku 1533 je zdejší sídlo označené jako zámek. Markéta ze Rtína se znovu vdala za Prokopa Hýlovce z Polkovic a Skalici mu přenechala, nicméně Prokop o ni musel vést řadu soudních sporů. Po roce 1542 ji prodal Oldřichu Špaňovskému z Lisova, ale zámek se v listinách po roce 1540 neobjevuje, takže je možné, že již byl pustý, nebo dokonce vyhořel, čemuž by nasvědčoval na ploše hradu vyoraný popel. V roce 1550 vesnici získali Rožmberkové, ale roku 1556 patřila jejich úředníkovi Vítu mladšímu ze Rzavého. Posledním drobným majitelem byl od roku 1579 Jindřich Tučapský z Tučap, ale v roce 1594 skalické panství koupilo od Petra Voka z Rožmberka město Soběslav, a vesnice přestala být střediskem panství. V té době se připomínal pouze poplužní dvůr.

## Stavební podoba
Předhradí hradu se pravděpodobně nacházelo v místech novodobé usedlosti na severozápadním okraji hradu. Hradní jádro s výjimkou strany nad řekou dosud obíhá val a za ním široký příkop, který vymezuje přibližně pětiúhelníkovou plochu beze stop zástavby. Podle Augusta Sedláčka bývalo opevnění na jižní straně zdvojené.

## Přístup
Místo, kde hrad stával, je volně přístupné, ale přímo k němu nevede žádná turisticky značená trasa. Vesnicí prochází zeleně značená trasa ze Želče do Myslkovic a cyklotrasa č. 1171 z Brandlína do Čenkova.